# Ricky Owens
Richard Edgar Owens (Ricky) Owens (St. Louis, 24 april 1939 – Los Angeles, 6 december 1996) was een Amerikaanse soul- en r&b-zanger.
Owens werd geboren in St. Louis, in de staat Missouri. Owens is het meest bekend als leadzanger van de doo-wopgroep The Vibrations en als de eerste vervanger van de originele Temptation Eddie Kendricks.

## Biografie
Alhoewel Owens geboren werd in St. Louis, maakte hij voor het eerst deel uit van een groep uit de West-Amerikaanse stad Los Angeles. Daar was hij, samen met Dave Govan, Carl Fisher, James Johnson en Don Bradley, een van de oprichters van de groep The Jay Hawks. Met deze groep had Owens in 1956 een #18 pophit met het nummer "Stranded In The Jungle". Hierna veranderde de groep haar naam ook nog in The Marathons, waarna de groep zich uiteindelijk The Vibrations ging noemen. Met deze groep had hij ook nog hits met nummers als "The Watusi" en "Cause You're Mine".
In 1971 stopten The Vibrations en Ricky Owens maakte de overgang naar een andere soulgroep. Hij vertrok dat jaar namelijk naar The Temptations. Daar was hij de vervanger van Eddie Kendricks. Ricky Owens zou echter slechts een paar weken deel van de groep uitmaken en daardoor de kortst zittende Temptations aller tijden zijn. Na die paar weken werd hij alweer ontslagen, omdat zowel het publiek van The Temptations en zijzelf niet tevreden over hem waren. Hij haalde namelijk meermaals de regels van nummers door elkaar, met als meest schrijnende voorbeeld die van het nummer "Just My Imagination (Running Away with Me)". Dat liedje was destijds dé grote hit van de groep en het publiek was daarom teleurgesteld, omdat juist dit nummer mislukte door het verkeerd zingen van hem. Owens werd vervangen door de elf jaar jongere Damon Harris.
Na zijn ontslag werd Owens weer lid van The Vibrations, die toen weer bij elkaar gekomen waren. De groep ging sindsdien de nachtcircuits rond en had geen echte hits meer. In 1976 splitste de groep voor de tweede en laatste keer op. Owens zou hierna nog twintig jaar leven, totdat hij op 6 december 1996 stierf in een ziekenhuis te Los Angeles. Ricky Owens werd 57 jaar oud.